# Debenhams
Debenhams plc (произносится Дебнемз пи-эл-си, на российском сайте принято написание Дебенхэмс) — британская сеть универмагов. Штаб-квартира — в Лондоне. Компания Debenhams была основана в 1778 году в Лондоне, а универмаг, в его современном виде, работает с 1905 года.  В декабре 2020 года стало известно о предстоящем закрытии сети.

## Собственники и руководство
Капитализация на Лондонской фондовой бирже на конец июня 2012 года — 1,09 млрд фунтов стерлингов.
Председатель совета директоров — Найджел Нортридж. Главный управляющий — Майкл Шарп.

## Деятельность
Сеть Debenhams насчитывает более 160 универмагов в Великобритании и Ирландии, а также 61 универмаг в 24 других странах мира. В мае 2012 году компания Debenhams признана лидером в категории «Лучший универмаг» от Lorraine High Street Fashion awards 2012.
Численность персонала — 29 тыс. человек. Выручка за 2011 год, — £2,22 млрд, чистая прибыль — £117,2 млн.

### Debenhams в России
Первый универмаг сети Debenhams в Москве открылся по франшизе 4 ноября 2006 года на улице Красная Пресня. Партнерами Debenhams в этом проекте были RID Group и совладелец World Class Максим Игнатьев. Однако в 2008 году магазин был закрыт. Причина закрытия неизвестна.
1 сентября 2012 года открылся российский универмаг Debenhams в торговом комплексе «МЕГА Белая Дача». А 29 августа 2015 года в ТЦ «Авиапарк» на Ходынском поле в Москве заработал трехэтажный флагманский магазин сети Debenhams.
27 ноября 2016 года универмаг в Меге Белая Дача был закрыт. В Авиапарке универмаг Debenhams работает до 27 сентября 2017 года, больше магазинов открываться не будет, так как сеть покидает Россию.